# Roupie du Golfe
La roupie du Golfe (en arabe : روبية خليجية (rubiat khalijia) ; en hindi : खाड़ी रुपया (khāṛī rupyā) ou गल्फ़ रुपी (galf rupī) ; en anglais : Gulf rupee) fut introduite par le gouvernement indien et sous le contrôle de la Banque de réserve de l'Inde en mai 1959 pour remplacer la roupie indienne pour la circulation exclusivement en dehors du pays. La roupie indienne fut utilisée comme monnaie officielle des pays du golfe Persique et de l'Arabie. La nouvelle monnaie fut créée afin de réduire l'impact du trafic de l'or sur les finances publiques indiennes (réserves en devises et en métal précieux).
Des billets sont imprimés pour des valeurs de 1, 5, 10 et 100 roupies par la Banque de réserve de l'Inde, similaires aux billets de l'Inde mais avec des couleurs différentes et comportant le préfixe Z avant le numéro de série.
Certains de ces pays utilisent le riyal saoudien durant une courte période de transition vers leurs propres monnaies nationales.

## Pays utilisateurs et monnaies qui l'ont remplacée
| Pays                                               | Monnaie actuelle                     | Date de remplacement |
| -------------------------------------------------- | ------------------------------------ | -------------------- |
| Bahreïn                                            | Dinar de Bahreïn (BHD)               | 1965                 |
| Koweït                                             | Dinar koweïtien (KWD)                | 1961                 |
| Oman                                               | Rial omanais (OMR)                   | 1970                 |
| Qatar                                              | Rial qatari (QAR)                    | 1966                 |
| États de la Trêve (maintenant Émirats arabes unis) | Dirham des Émirats arabes unis (AED) | 1966                 |

## Référence de traduction
- (en) Cet article est partiellement ou en totalité issu de l’article de Wikipédia en anglais intitulé « Gulf rupee » (voir la liste des auteurs).

1. ↑  Reserve Bank of India (Amendment) Act, 1 May 1959.
2. ↑  (en) Abdulla Omran Taryam, The Establishment of the United Arab Emirates 1950-85, Routledge, 2019, p. 59-60.